# Красное Городище (Белгородская область)
Красное Городище — село в Волоконовском районе Белгородской области России. Входит в состав Покровского сельского поселения.

## География
Село расположено в восточной части Белгородской области, по обоим берегам реки Тихой Сосны (правого притока Дона), в 12,3 км по прямой на северо-восток от районного центра Волоконовки. Ближайшие населённые пункты: Покровка выше и Успенка ниже по руслу Тихой Сосны.

## История
Село Красное Городище образовалось в 1924 году. Первыми переселенцами из села Палатова были Пчелинцев Игнат Тимофеевич, Верещагин Павел Алексеевич, Пчелинцева Ольга Тимофеевна, Коренев Наум Андреевич, Коренев Иосиф Наумович.
В 1928 году под руководством Коренева Иосифа Наумовича была создана коммуна «Красное Городище». Местом для обоснования коммуны выбрали бывшую усадьбу помещика Юрия Шидловского. В коммуне построили общий дом на 20 семей, а также мельницу, свинарник. Активным коммунаром был также и Рыбинских Сергей Иванович — опыт был у него с Кавказа, где он принимал участие в создании коммуны.
В 1928 году в селе появился первый трактор. Всего в коммуне было 2 трактора «ХТЗ» и третий «Фордзон».
В годы сплошной коллективизации коммуна распалась. В 1932 году был образован колхоз. Коммунары перешли в образовавшийся колхоз.
Школу в селе также построили в 1932 году. Дом коммунаров и фермы были снесены, а из этих материалов в 1936 году в Красном Городище построили клуб.
Первым председателем колхоза «Красное Городище» был Сальков Митрофан Алексеевич. Его сменил на этом посту Осадчий Марк Савельевич. До самой Великой Отечественной войны он председательствовал в селе Красном Городище.
В 1950 году колхозы «Верный путь» и «Красное Городище» объединились в одно хозяйство. Объединённое хозяйство стало называться «Верный путь».

## Население
| 2002 | 2010 |
| ---- | ---- |
| 164  | ↗175 |